# Осока дворядна
Осока дворядна (Carex disticha) — вид рослин родини осокові (Cyperaceae), поширений у Європі, Північній Африці, Азії.

## Опис
Багаторічна трав'яниста рослина 50–120 см. Кореневище 3–5 мм в діаметрі. Листки 3–5 мм шириною. Сторона піхви, протилежна листовій пластинці, трав'яниста (зелена), крім верхнього краю. Суцвіття колосоподібне, 3–7(10) см завдовжки, з 20–30 колосків: з них верхні й нижні — жіночі; середні — чоловічі або двостатеві (чоловічі квітки у верхній частині колосків). Мішечки 4–5 мм завдовжки, яйцюваті, бурі, з жилками, у верхній частині по кілям з вузькими крилоподібними краями, з неясно-2-зубчастим носиком.

## Поширення
Поширений у Європі, Північній Африці, Азії. Інтродукована в Квебеці й Онтаріо.
В Україні вид зростає на сирих торф'янистих луках, окрайцях низинних боліт, в заростях чагарників — в Поліссі та Лісостепу спорадично; в пн. ч. Степу рідко.

## Галерея

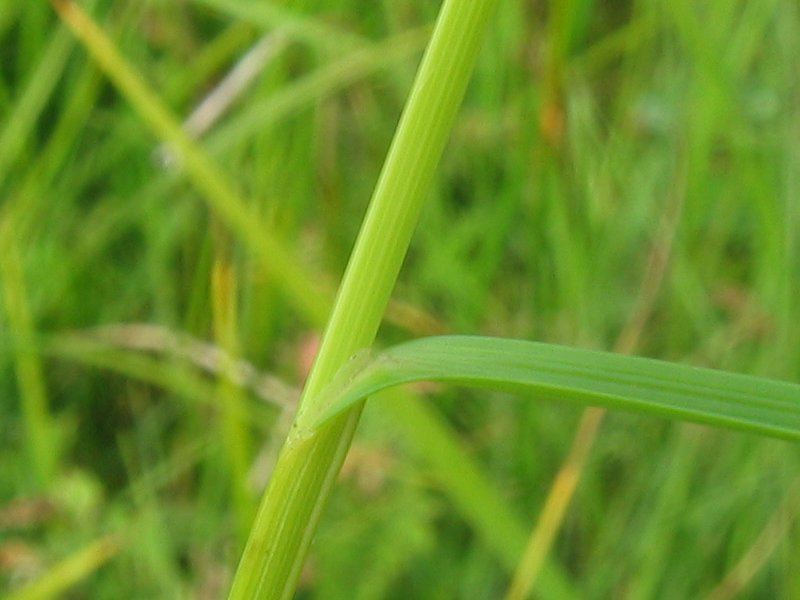
стебло й листок
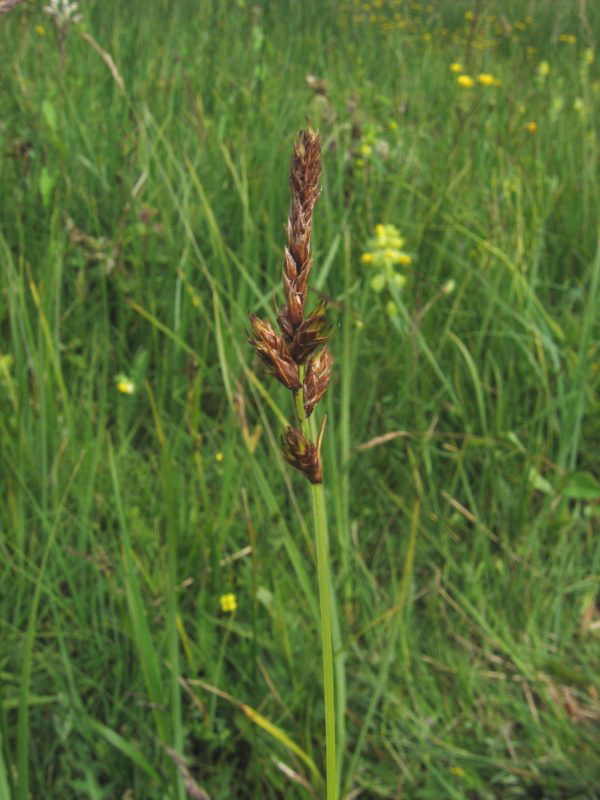
суцвіття